# Región de Brakna
Brakna (en árabe: ولاية البراكنة) es una región al suroeste de Mauritania cuya capital es Aleg. Otra ciudad importante es Bogué. La zona limita con Tagant al noreste, Assaba y Gorgol al sureste, Senegal al suroeste y Trarza al noroeste. El río Senegal fluye a lo largo de la frontera con Senegal.
Brakna se divide en 5 departamentos:
- Aleg Aleg
- Bababé
- Boghé Bogué
- M'Bagne
- Magta-Lahjar